# 南陵県 (陝西省)
南陵県（なんりょう-けん）は、紀元前173年から紀元1世紀初めまで、中国の前漢の時代に置かれた県の一つである。現在の陝西省西安市にあった。

## 歴史
南陵は文帝の母、薄姫の陵墓である。文帝の陵墓である覇陵の南に作られたためこういう。『漢書』地理志によれば、前漢の文帝7年（紀元前173年）に南陵県が置かれた。薄姫が死んだのは子の文帝に遅れること2年、景帝2年（紀元前155年）なので、生前である。県の設置を景帝2年とする学者もいる。都の長安の南東郊外にあった。
所属先は制度の沿革にともなって変わった。設置時には内史の管轄下にあり、建元6年（前135年）に内史が左右に分割された際に右内史の管轄に入った。太初元年（前104年）に京兆尹の管轄になった。
平帝の元始年間（西暦1年-5年）に、当時大司馬の王莽が県の廃止を奏上して裁可された。